# Порохня, Леонид Иванович
Леонид Иванович Порохня (4 февраля 1960, Свердловск — 14 августа 2020, Москва) — российский сценарист, режиссёр, литератор, драматург, звукорежиссёр.

## Биография
Родился 4 февраля 1960 года в городе Свердловске.
После окончания средней школы работал на заводе слесарем, проходил срочную службу в Вооруженных Силах на радиолокационных точках.
В 1980—1983 годы учился на философском факультете Уральского государственного университета. Руководил работой университетской теле-радиостудии, где в 1980-е годы в качестве звукорежиссёра записал альбомы уральских рок-групп «первой волны»: Урфин Джюс «Жизнь в стиле Heavy Metal» (1983), Nautilus Pompilius «Невидимка» (1985), Егор Белкин «Около Радио» (1985), Р-клуб «2х2=4» (1986), Настя «Тацу» (1987), Ассоциация «Угол» (1986), «Калейдоскопия» (1988), Чайф «Субботним вечером в Свердловске» (1986). Также занимался перезаписью и распространением каналами магнитиздата альбомов ведущих свердловских групп, а также групп «Аквариум» и «ДДТ».
В 1993 окончил отделение драматургии Литературного института им. М. Горького в Москве. Плодотворно работал над пьесами и киносценариями.
В конце 1990-х — начале 2000-х годов заведовал литературной частью Свердловской киностудии. В эти годы становится главным историографом уральской рок-музыки, пишет фундаментальную статью о творчестве группы «Урфин Джюс», книги о группах «Nautilus Pompilius» и «Чайф». В 2017 году в рамках книги Дмитрия Карасюка «Наутилус Помпилиус. Мы вошли в эту воду однажды» была впервые опубликована повесть «Илюша», описывающая жизнь и деятельность Ильи Кормильцева.
С 2005 года проживал в Москве. Занимался написанием пьес, сценариев для телесериалов и художественных фильмов.
Член Союза кинематографистов.

## Фильмография
Режиссёр и сценарист:
- 1995 — Стендовые испытания (короткометражный). (Свердловская киностудия)

Сценарист:
- 1989 — Мой милый Чиж (Свердловская киностудия, реж. В. Макеранец)
- 1991 — Дети, бегущие от грозы (Киноальманах)
- 1991 — Губернаторъ (Свердловская киностудия, реж. В. Макеранец)
- 1992 — Патриотическая комедия (Свердловская киностудия, реж. В. Хотиненко)
- 2001 — Привет, Малыш! (Свердловская киностудия, реж. В. Макеранец)
- 2003 — Правда о щелпах. (Свердловская киностудия, реж. А. Мурадов)
- 2006 — Последний бронепоезд (реж. З. Ройзман)
- 2007 — Смерш (Централ Партнершип, реж. З. Ройзман)
- 2009 — Офицеры 2 (Централ Партнершип, реж. З. Ройзман)
- 2010 — Фонограмма страсти (Централ Партнершип, реж. Н. Лебедев)
- 2012 — Команда восемь, мини-сериал (реж. Александр Аравин)
- 2013 — Шерлок Холмс, мини-сериал (Централ Партнершип, реж. А. Виноградова)

## Книги
- NAUTILUS POMPILIUS. Введение в Наутилусоведение. М., Издательский дом «Тера», 1997. (В соавторстве с А. Кушниром). ISBN 978-5-367-00552-3
- Чайфstory. М., Леан, 2001. ISBN 5-85929-089-6
- Дмитрий Карасюк. Леонид Порохня. «„Наутилус Помпилиус“ Мы вошли в эту воду однажды» — Москва: АСТ, 2017—256 стр. ISBN 978-5-17-092539-1

## Пьесы
- «Памятник для Тразеи Пета» (?) (Лабиринт/Эксцентр. — 1991. — N2. — C.201-237.)
- «Искушение простого Анатолия» (????)
- «Мы едем в Африку»: Недоразумение в 1-м д. (Опубликовано в журнале «Урал», 1989, № 2.-С.104-113.)
- «Внучка» (2009).
- «Белоснежка» (2008) (В соавторстве с О. Лоевским, Спектакль Свердловского академического театра драмы).

## Киносценарии
- 1990 — Никто из ниоткуда (в соавторстве с Ильей Кормильцевым) «Никто из ниоткуда» М. 2006 «Открытый мир»
- Дубль два
- 2000 — Застава (В соавторстве с В. Хотиненко)
- Сказка про Ваньку (????) (Опубликовано в журнале «Уральский следопыт»)
- Король Лир. (В соавторстве с Алексеем Мурадовым)

## Переводы
- Д. Р. Р. Толкин. Лист (Из книги Д. Р. Р. Толкин. Сказки. Свердловск, Уральский рынок, 1993)